# Illescas (Uruguay)
Illescas est une ville de l'Uruguay située entre les départements de Florida et Lavalleja. Sa population est de 121 habitants.

## Population
| Année | Population | Ref   |
| ----- | ---------- | ----- |
| 1963  | 220        | [ 2 ] |
| 1975  | 156        | [ 2 ] |
| 1985  | 138        | [ 2 ] |
| 1996  | 133        | [ 2 ] |
| 2004  | 121        | ,     |

## Jumelage
- Illescas (Espagne)